# Jageshwar

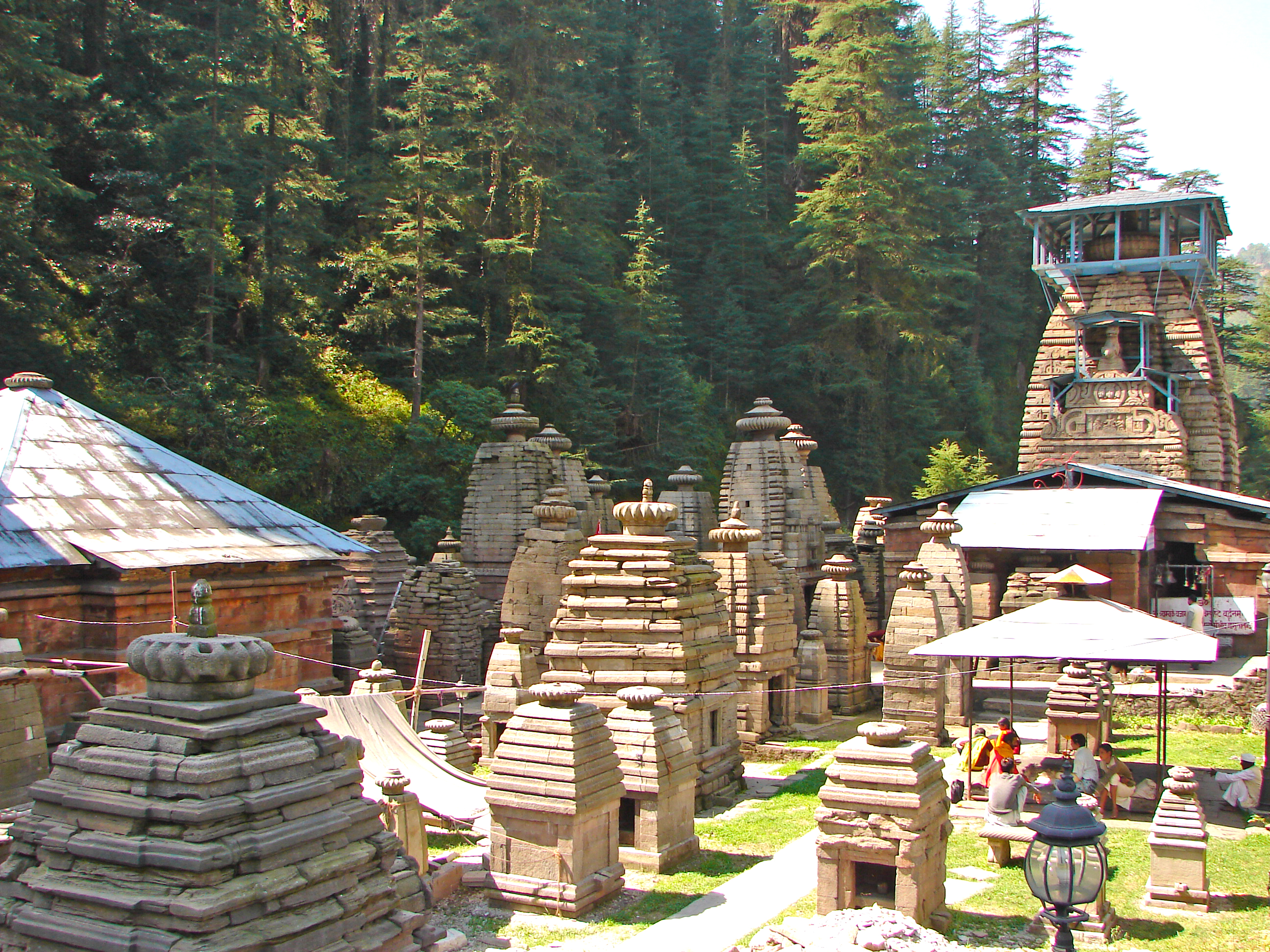
Kompleks świątynny w Jageshwar

Jageshwar (hindi जागेश्वर धाम) – miasto w północnych Indiach w stanie Uttarakhand, na pogórzu Himalajów Małych.
Populacja miasta w 2001 roku wynosiła 4781 mieszkańców.